# 蛭田川
蛭田川（びんだがわ）は、福島県いわき市を流れる河川であり、二級水系蛭田川水系の本流である。

## 地理
いわき市南部の勿来地区南部を流れる河川であり、茨城県境近くに大丸山付近を水源地とする。瀬戸町にて入瀬戸川、勿来町窪田付近にて窪田川、錦町で障子川と合流し、須賀海岸にて太平洋（菊田浦）に至る。

### 流域の自治体
福島県
- いわき市

## 災害
- 2023年9月8日に台風13号に伴う大雨により越水が発生し、流域に避難指示、緊急安全確保が発令された。

## 支流
- 入瀬戸川
- 出蔵川
- 窪田川
- 障子川

## 主な橋梁
下流より記載
- 蛭田橋 - 一級市道150091号関田大島線
- 田中橋 - 一般市道030495号前原四沢渋町線
- 蛭田川橋 - 国道6号常磐バイパス
- 錦橋 - 福島県道56号常磐勿来線
- 蛭田川橋梁 - JR常磐線
- くれは橋 - クレハ構内道路
- 小塙橋 - 一般市道031007号窪田関田線
- 桜橋 - 一般市道030354号町通関山線
- 加羅沢橋 - 一級市道150088号窪田唐藤線
- 厨川橋 - 一般市道031159号町通小屋崎線
- 堀ノ内橋 - 一般市道030325号窪田中島1号線
- 竹の内橋 - 一般市道030319号竹ノ内熊ノ道線
- 観音橋 - 茨城県道・福島県道10号日立いわき線
- 酒井下橋 - 一般市道030245号酒井下1号線
- 蛭田川橋 - 常磐自動車道
- 神明橋 - 一般市道030963号酒井白米線
- 神田橋 - 二級市道160078号出蔵新屋敷線
- 小玉橋 - 一般市道030255号小玉山下線
- 鍛冶屋橋 - 一般市道030229号鍛治屋1号橋
- 地切橋 - 一級市道150086号勿来川部線
- 昭和橋 - 一般市道030223号山神入瀬戸線
- 諏訪下橋 - 一般市道030989号入瀬戸東瀬戸線
- 山玉橋 - 一級市道150086号勿来川部線
- 畑田橋 - 一般市道030222号前田神申線